# Église monolithe de Saint-Émilion
L'église monolithe de Saint-Émilion est une ancienne église du XIe siècle entièrement creusée dans la roche, située dans la ville de Saint-Émilion en France. Elle est la plus vaste église souterraine d'Europe.

## Description
L'église est située dans le centre historique de Saint-Émilion, en Gironde, sous la place des Créneaux et la place du Clocher. Il s'agit d'une église monolithe : elle est essentiellement souterraine, creusée dans un flanc de colline. Sa construction a nécessité l'extraction de près de 15 000 m3 de roche, une dimension assez vaste qui n'est pas perceptible depuis l'extérieur de l'édifice quand on observe sa façade depuis la place du marché. L'église n'est pas orientée de façon exacte, une situation sans doute imputable aux contraintes liées à son emplacement.
L'église est composée d'une nef et de deux collatéraux aux dimensions à peu près égales (la nef centrale s'élève à onze mètres). Elle compte six travées séparées par de larges piliers monolithes. Le chœur présente des bas-relief sous la voûte, sur la face interne des piliers et sur le mur occidental. Des autels sont situés près de l'entrée principale, du côté des fenêtres. Des catacombes médiévales jouxtent la partie ouest de la galerie d'accès dans l'église.
L'église possède un clocher de 53 m de hauteur.

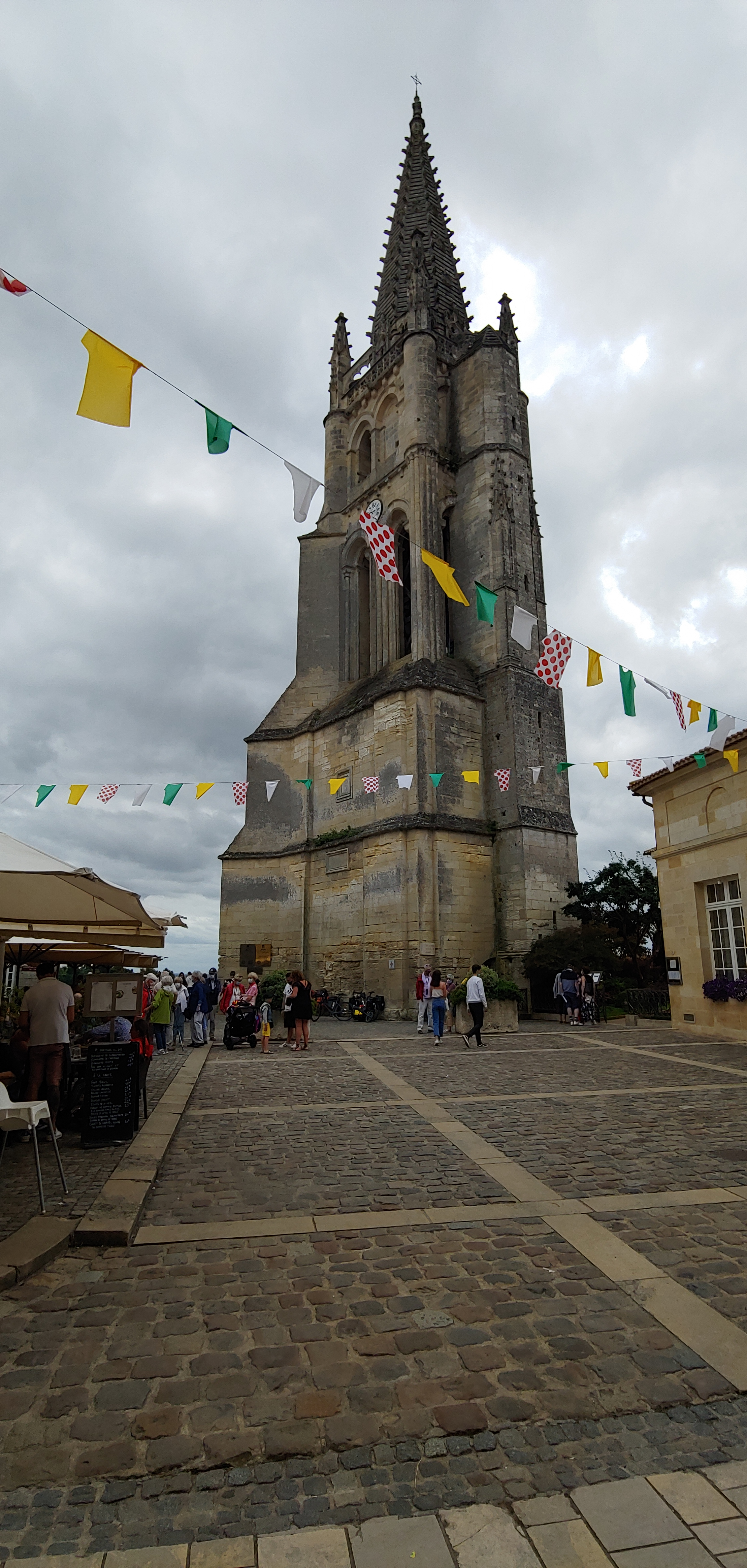
Clocher de l'église monolithe de Saint Emilion, vu de l'Office du Tourisme.

## Histoire et architecture
Selon la tradition, au VIIIe siècle, le moine breton Émilion, après avoir prononcé ses vœux à Saujon, s'établit en ermite près de ce qui, par la suite, devient la ville de Saint-Émilion. Il construit un oratoire, l'ermitage de Saint-Émilion, et à sa mort en 767, ses disciples creusent un modeste souterrain dans la pierre. Au début du XIIe siècle, Pierre de Castillon, vicomte d'Aubeterre, fait creuser l'église ainsi que celle d'Aubeterre-sur-Dronne en Charente, en deux sites de sa seigneurie. S'inspirant de modèles visités en Cappadoce pour la technique de creusement du haut vers le bas (moins dangereuse que l'inverse), il conçoit deux petites memoriae (imitations en mémoire) du Saint-Sépulcre. À Saint-Emilion, se trouvaient déjà les reliques de saints protecteurs, et il est probable que Pierre de Castillon s'appuie sur la vita (dont la première version connue date du XIIe siècle) qui relate les prodiges du saint, afin d'attirer sur une voie secondaire les pèlerins en route vers Compostelle, sources de revenus.

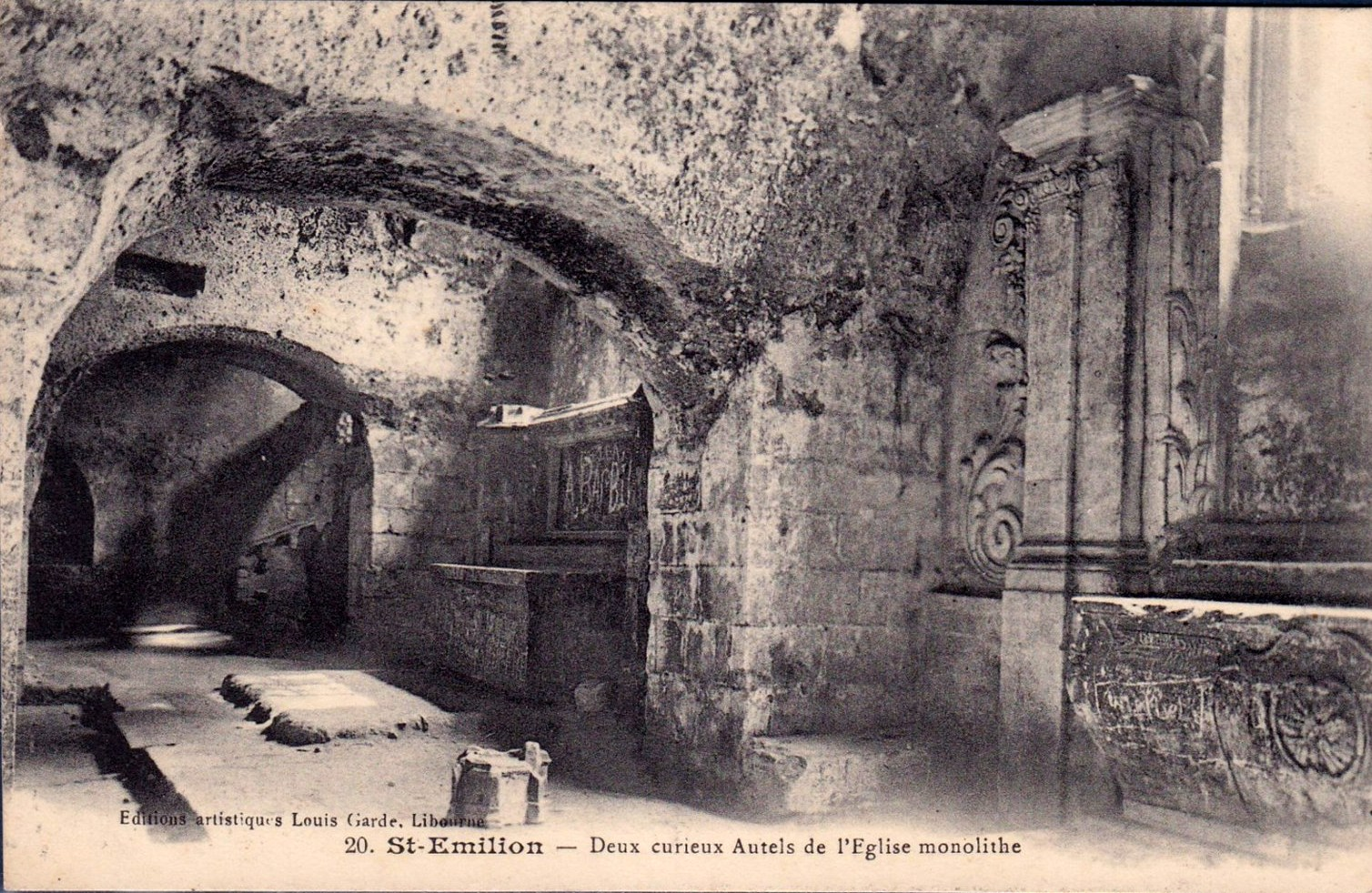
L'interieur avec deux autels

La date de construction de l'église n'est pas connue avec précision. Une inscription sur le 3e pilier sud de la nef indique que l'église fut dédiée à saint Émilion le septième jour des ides de décembre. Cette inscription peut être datée de la fin du XIe siècle ou du début du XIIe siècle. Elle correspond peut être à la consécration du lieu comme lieu de culte. Cette période correspond à la période de creusement de l'édifice qui est sans doute mené sous le contrôle des moines bénédictins installés sur le site, et par influence orientale au retour de la première croisade. En effet, on peut rapprocher l'église monolithe de Saint-Émilion des églises paléochrétiennes du Moyen-Orient[réf. nécessaire]. 
Vers le XIIe siècle, une tour est élevée au-dessus de l'église, qui sert par la suite de base à son clocher. Au XIVe siècle, des fenêtres gothiques et un portail sont percés. La flèche du clocher est érigée au XVIe siècle.
Les modifications que subit l'église monolithe aux XVe et XVIIe siècles ne dénaturent pas son aspect primitif. Devenue trop grand pour le nombre de fidèles de la paroisse, le sanctuaire de Saint-Émilion voit la fin de la grande époque des pèlerinages, scellant le sort de la commune comme centre religieux régional. L'église souffre de la vente de l'édifice à la Révolution en 1793. Sa réutilisation en fabrique de salpêtre pour en faire de la poudre à canon, fait disparaître définitivement toute décoration murale. « Les sculptures qui, jadis devaient être nombreuses, ont pratiquement toutes disparu. Les quelques éléments sculptés en bas-relief et les restes de corniches et de moulures ont échappé aux racloirs des salpétriers du fait de leur mauvaise  position »}.
L'église est classée comme monument historique en 1886 ; son clocher l'est en 1907. Toutefois, l'édifice présente des problèmes structurels aggravés par des infiltrations d'eau et est fermé au public, son clocher menaçant de s'effondrer. En 1996, ces problèmes conduisent le Fonds mondial pour les monuments à inscrire l'église sur sa liste des biens culturels en danger. Ses fondations et ses piliers sont par la suite renforcés, permettant de la stabiliser. En 1999, toute la juridiction de Saint-Émilion, dont l'église monolithe, est inscrite au Patrimoine mondial par l'UNESCO.